# Музей-квартира А. М. Горького (Москва)
Музе́й-кварти́ра Макси́ма Го́рького — мемориальный музей в Москве, посвящённый жизни и творчеству русского писателя, прозаика и драматурга Алексея Максимовича Пешкова, известного под литературным псевдонимом Максим Горький. Организационно является структурным подразделением Института мировой литературы имени А. М. Горького РАН.

## История

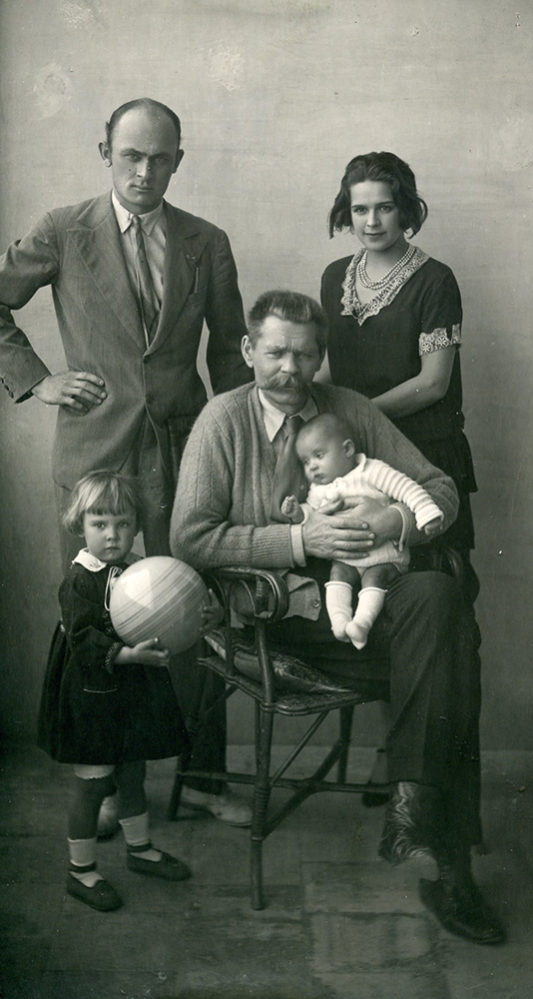
М. Горький, М. Пешков, Н. Пешкова, внучки Марфа и Дарья Пешковы, 1928 год

Первоначально здание музея в стиле модерн, построенное российским архитектором Фёдором Шехтелем в 1902 году, принадлежало миллионеру С. П. Рябушинскому. Строительство началось, когда Рябушинскому было 26 лет. В этом доме он с семьей прожил вплоть до революции 1917 года, когда всё семейство подверглось гонениям и спасалось в эмиграции. После 1917 года особняк перешёл во владение города и в нём поочередно располагались Государственное издательство, Всесоюзное общество культурной связи с заграницей, Психоаналитический институт и детский сад. В 1932 году Горький окончательно переехал в СССР, где до этого проводил по несколько недель в год, с тех пор за границу его больше не выпускали. Бывший особняк Рябушинских был предоставлен ему и его семье в качестве резиденции Правительством СССР, наряду с дачами в Горках и Крыму. Именно здесь он провёл остаток своих лет вплоть до смерти в 1936 году. В 1965 году здание официально приобрело статус музея.
После смерти Горького вдова его сына «Тимоша» (Пешкова, Надежда Алексеевна) осталась жить в особняке до 1965 года, последние 20 лет из них посвятила созданию музея Горького, возникшему практически на её энтузиазме.
Дом-музей в один из своих приездов в СССР посещал известный немецкий писатель Генрих Бёлль (1917—1985). Увиденное сильно необрадовало его. «Как же так? <…> В принадлежавшем государству доме он оказывался хотя и самым ценным, но всё же лишь предметом принадлежавшей государству обстановки»

## Экспозиция
Музей сохранил уникальную богатую библиотеку Горького. Большинство предметов пользования сохранилось до наших дней в своём первозданном виде. С тех пор как Рябушинские покинули дом, когда зданием владел город, были утрачены некоторые предметы мебели и осветительные приборы того времени, выполненные по эскизам Шехтеля, разрушена вентиляционная система и разобран уникальный камин из каррарского мрамора.
Сам Mаксим Горький жил только на первом этаже дома, на втором этаже жила его семья — сын Максим Алексеевич с женой Надеждой Алексеевной и внучками Дарьей и Марфой.
В наши дни вход в музей происходит через бывший чёрный ход со двора здания. При наступлении темноты на куполе в молельне начинают светиться цветочные узоры.
Стоимость стандартного билета составляет 450 рублей.
В музее хранится книга, где отмечены имена абсолютно всех посетителей.